# Camptogona delamarei
Camptogona delamarei är en mångfotingart som beskrevs av Jean-Paul Mauriès 1969. Camptogona delamarei ingår i släktet Camptogona och familjen Anthogonidae. Inga underarter finns listade i Catalogue of Life.